# Operculina palmeri
Operculina palmeri là một loài thực vật có hoa trong họ Bìm bìm. Loài này được (S. Watson) House mô tả khoa học đầu tiên năm 1906.